# Оливье, Винанд
Винанд Оливье (африк. Wynand Olivier; род. 11 июня 1983, Велком) — южноафриканский регбист, центр английского клуба «Вустер Уорриорз». Чемпион мира 2007 года в составе сборной ЮАР.

## Образование
Оливье окончил Африкаанскую мужскую школу «Аффиз» (англ. Affies) города Претория. Его одноклассниками были многие будущие регбисты, ставшие звёздами южноафриканского регби: Дерик Кун, Пьер Спайс, Жак-Луи Потгитер, Фури дю Преес (все — «Буллз»), Адриан Фондсе («Стормерз») и Клифф Милтон («Стад Франсе»). Также его одноклассниками были крикетисты из клуба «Титанс» Эй-Би Де Вильерс, Хайно Кюн и Фаф дю Плесси. Окончил Преторийский университет, в 2008 году включён в Спортивный зал славы университета.

## Игровая карьера
За клуб «Блю Буллз» в Кубке Карри дебютировал в 2003 году в поединке против «Боланда». Дебютировал в Супер 12 (Супер Регби) в 2005 году в составе «Буллз» матчем против «Хайлендерс» из Отаго. В 2006 году дебютировал в сборной ЮАР под руководством Джека Уайта, был включён в тренировочный состав из 45 человек — первую игру провёл в 2006 году против Шотландии в Дурбане. Играл также тест-матчи против Шотландии в Порт-Элизабет и против Франции в Кейптауне.
В 2006 году Оливье участвовал в турне сборной ЮАР и сыграл на Кубке трёх наций. Через год выступил на чемпионате мира во Франции, где его сборная завоевала титул чемпионов мира: на турнире Оливье провёл две встречи группового этапа против Англии и Тонга, а также полуфинал против Аргентины. Клубу «Буллз» он помог завоевать титул чемпиона Супер 14 в 2007 году, однако в сборной уступил позицию центра Адриану Якобсу. В 2013 году перешёл в «Монпелье» из Топ 14, с 2015 года играет за английский «Вустер Уорриорз».